# Gäddtjärnen (Piteå socken, Norrbotten, 727723-172061)
Gäddtjärnen är en sjö i Piteå kommun i Norrbotten och ingår i Lillpiteälvens huvudavrinningsområde. Sjön har en area på 0,0499 kvadratkilometer och ligger 243,7 meter över havet.

## Delavrinningsområde
Gäddtjärnen ingår i det delavrinningsområde (727575-172290) som SMHI kallar för Mynnar i Lillpiteälven. Medelhöjden är 227 meter över havet och ytan är 11,49 kvadratkilometer. Det finns inga avrinningsområden uppströms utan avrinningsområdet är högsta punkten. Vattendraget som avvattnar avrinningsområdet har biflödesordning 2, vilket innebär att vattnet flödar genom totalt 2 vattendrag innan det når havet efter 44 kilometer. Avrinningsområdet består mestadels av skog (51 procent) och sankmarker (30 procent). Avrinningsområdet har 0,12 kvadratkilometer vattenytor vilket ger det en sjöprocent på 1,1 procent.